# لوئیس هارانت
لوئیس هارانت (انگلیسی: Louis Harant; ۲۰ نوامبر ۱۸۹۵ – ۲ ژوئیهٔ ۱۹۸۶) تیرانداز اهل ایالات متحده آمریکا بود.
وی در مسابقات کشوری و بین‌المللی در مجموع برندهٔ ۱ مدال طلا شده‌است.